# 小田急30000形電車
小田急30000形電車（おだきゅう30000がたでんしゃ）は、1996年（平成8年）から小田急電鉄が運用している特急用車両（ロマンスカー）である。
小田急では、編成表記の際「新宿寄り先頭車両の車両番号（新宿方の車号）×両数」という表記を使用しているため、本項もそれに倣い、特定の編成を表記する際には「30051×4」「30251×6」のように表記する。また、3100形は「NSE車」、7000形は「LSE車」、10000形は「HiSE車」、本形式30000形は「EXE車」、箱根登山鉄道箱根湯本駅へ乗り入れる特急列車については「箱根特急」と表記する。

## 概要
特急ロマンスカーに使用されていた3100形（NSE車）の置き換えを目的として登場し、特急ロマンスカーの利用実態の変化に対応し、単位輸送力の増強を行った上で、観光輸送だけではなくビジネス利用を強く意識した車両とした。また、小田急の特急車両では初めてVVVFインバータ制御を採用した。

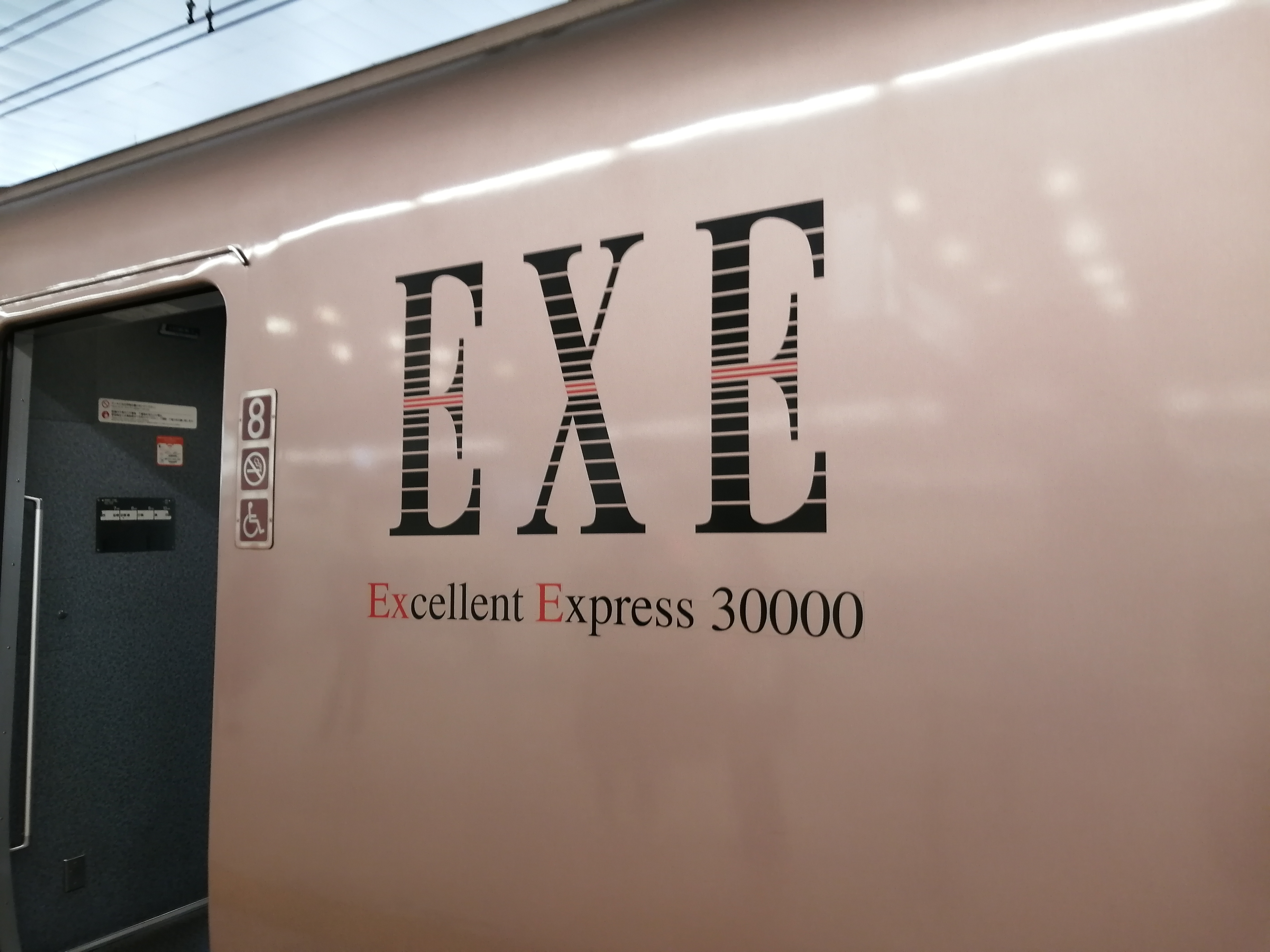
車体側面のロゴマーク

"Excellent Express"（「EXE〈エクセ〉」）という愛称が設定された。車両設計に際しては、小田急や車両メーカーのほかに、小田急百貨店のインテリアデザイナーや外部のグラフィックデザイナーも交えて検討が行われた。
小田急の特急車両では唯一、ブルーリボン賞を受賞していないが、1996年には当時の通商産業省よりグッドデザイン賞を受賞している。

## 登場の経緯
小田急の特急ロマンスカーはもともと箱根への観光客が対象で、箱根特急の途中駅停車も元来は沿線在住の箱根観光客を対象としたものであった。しかし、時代の進展とともに利用実態は変化し、観光客以外の日常利用が増加していたほか、1967年より回送列車を客扱いすることから始まった通勤用の特急列車の利用者数も増加しており、輸送力が不足していた。一方で、NSE車は更新修繕などが行われてはいたものの車齢30年を超えており、代替車両についての検討が行われていた。このため、NSE車を置き換えると同時に、変化した利用実態に対応した車両を製作することになった。
検討過程ではボギー車の方が定員増が可能であると判断され、連接構造は採用されなかった。また、分割・併合を行う際に通り抜け可能な貫通路を設けることとしたが、この構造では前面展望席の設置は困難であることや、乗務員交代が短時間で可能なことを考慮し、前面展望席は採用されないことになった。
こうして、それまでの特急ロマンスカーとは一線を画す特急車両として登場したのが本車両である。

## 車両概説
本節では、登場当時の仕様を基本として、増備途上での変更点を個別に記述する。更新による変更については沿革で後述する。
EXE車は単位輸送力の増強とともに、弾力的な運用を行なうことを可能とするため、全長20mの車両による4両固定編成と6両固定編成が製造され、分割・併合に対応した10両編成とした。形式は先頭車が制御車のクハ30050形、中間車は電動車のデハ30000形と付随車のサハ30050形で、サハ30050形は6両固定編成にのみ連結される。車両番号については、巻末の編成表を参照のこと。

### 車体
先頭車・中間車とも車体長19,500mmで、全長は先頭車が19,750mm、中間車が20,000mm、車体幅は2,900mm。車体は屋根板や床板にステンレス鋼を使用し、それ以外の箇所は普通鋼製。
先頭形状は2種類存在し、10両編成組成時に両端となる1号車と10号車については正面に貫通扉のない非貫通型で、やや傾斜した形状としている。これに対し、10両編成組成時に中間に入る6号車と7号車については正面に貫通扉が設けられた貫通型で、切妻に近い程度の緩い傾斜がつけられている。6号車と7号車の正面貫通扉は両開き式プラグドアである。いずれの先頭車も運転室は通常の床高さに設置された。
| 非貫通型 |  | 貫通型 |
| 非貫通型 |  | 貫通型 |

側面客用扉は各車両とも1箇所で、片開き引戸が採用され、扉幅は車椅子対応座席のある2号車・5号車・8号車は1,000mm幅、それ以外の車両は800mm幅とした。客用扉はペーパーハニカム構造とし、指はさみ防止や遮音効果、曇り止めなどの目的で複層ガラスを採用した。1997年の増備車からは、車体外部扉脇妻板に半自動扱いのドアスイッチを設置した。各扉上部には雨樋を設けた。

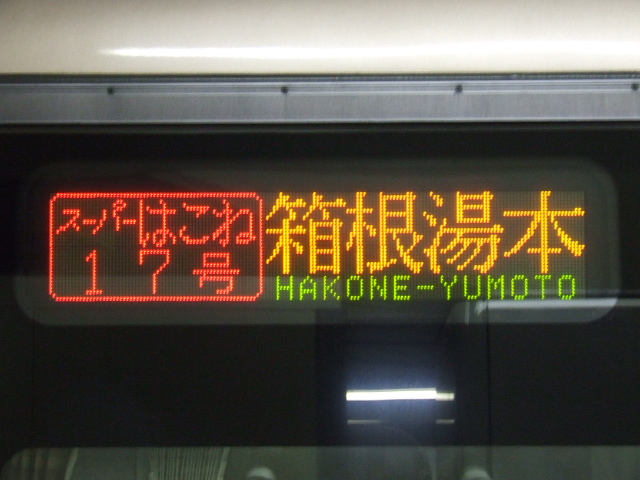
側面の行先表示器

側面窓は、熱線吸収率の高いガラスを使用した連続窓風の外観としたが、外部のガラス面積を高さ1,250mmに拡大した。全ての客用扉脇の客室窓上部には列車名や行き先を表示するLED式表示器が設置された。車両間の貫通路は750mm幅で、6号車・7号車の前面貫通路は550mm幅である。各車両の連結面間には転落防止幌を設置した。
塗装デザインは全体をメタリック系のハーモニックパールブロンズ■とし、小田急ロマンスカーのシンボルカラーとしてアッパーレッド■のワンポイントラインが施された。正面のワンポイントラインには"EXE"と文字が入るが、小田急ロマンスカーで車両愛称が車体外部に表示されるのは初めてである。これは、10年経っても飽きのこないデザインを意図したものであった。なお、このデザインのため3000形以降のロマンスカー用の車両で初めて側面に長くのびる赤系統の帯が無い車両である。

### 内装
内装は、安らぎと落ち着きのある高級感の演出を図ったものとした。
座席は回転式リクライニングシートを採用、シートピッチ1,000mmで配置した。3次車以降のリクライニング角度は非常に浅く、最大角度まで倒しても背もたれの厚みに満たない程度である。各座席の肘掛には収納式テーブルを設置した。一斉回転機構は電動式が採用された。座席表地は1号車から6号車までが緑系統、7号車から10号車までは青系統の色とすることで、分割運用時における行先別対応とした。1999年の増備車では、全車両の座席の表地をグレーと茶色系のツートーンとした。

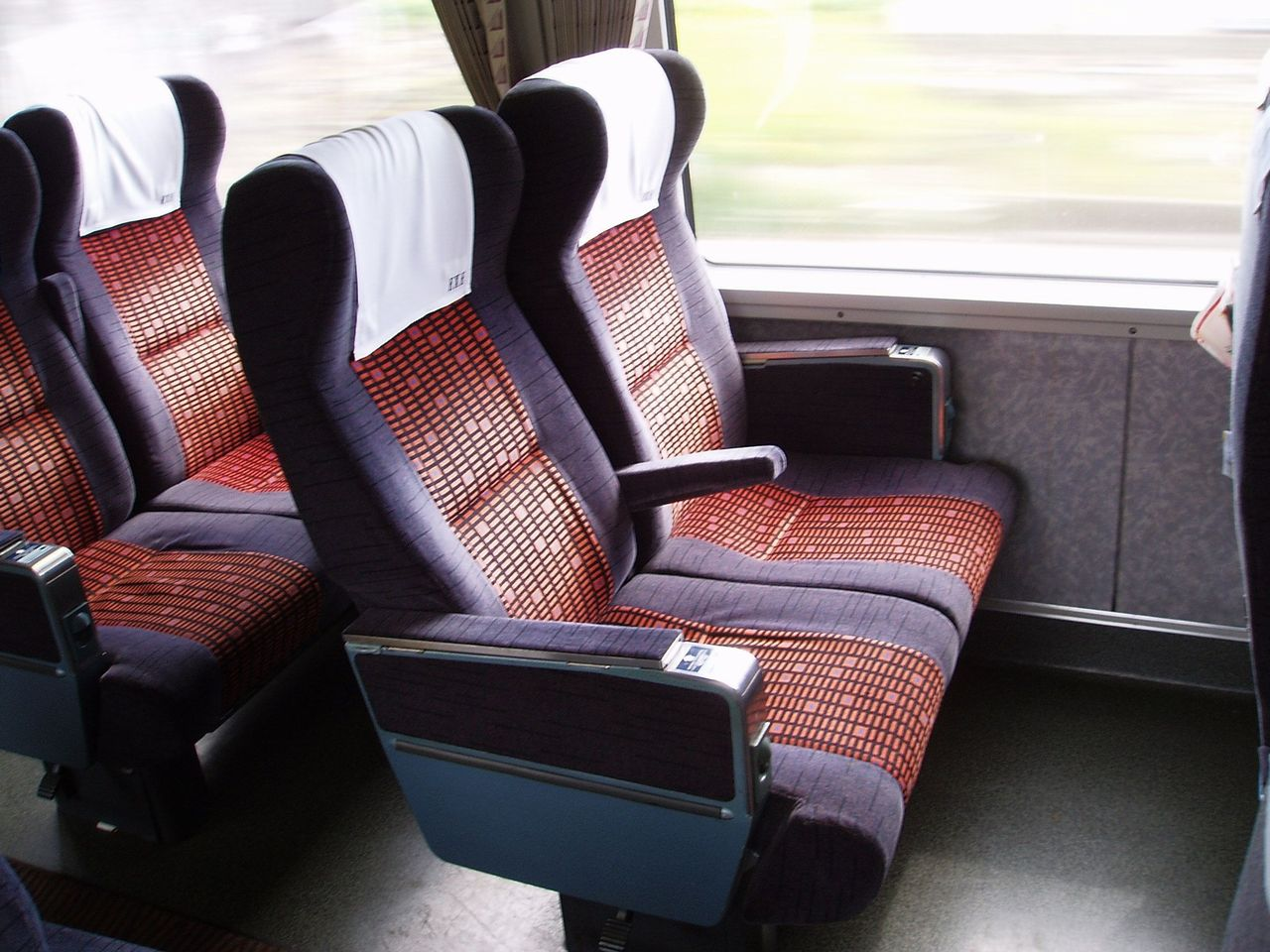
座席のデザイン

客室の壁面はグレー系統でまとめ、出入台や売店部分は客室とは異なる青系統の配色とした。客室内の照明は電球色の蛍光灯を使用した間接照明とし、蛍光灯のカバーに丸穴を開けることでアクセントとした。また、荷物棚下には蛍光灯の直接照明を設置、光の拡散を抑えるため集光板を備えた。客室と出入台の間にある仕切り扉は、車椅子対応座席のある2号車・5号車・8号車は900mm幅、それ以外の箇所は700mm幅とした。1999年の増備車からは車内案内装置においてFM文字多重装置「パパラビジョン」を搭載した。
3号車の新宿側車端部と9号車の小田原側車端部には清涼飲料水（キリンビバレッジ）自動販売機を設置した。売店のカウンターと、後述の化粧室には人工大理石を使用した。テレホンカード式公衆電話を3号車・4号車・9号車に設置したほか、6号車・7号車を除く各車両の出入口付近には分別回収が可能なごみ箱を設置した。
2号車の新宿側車端部と5号車・8号車の小田原側車端部には男女共用洋式トイレ・男性小用トイレ・化粧室を配置した。このうち5号車の男女共用トイレについては車椅子対応となっており、扉を自動開閉式としたほか、ベビーベッドが設けられた。汚物処理装置はそれまでの小田急の車両で使用されていた循環式から真空式に変更した。1997年の増備車からは、男性小用トイレの扉が開き戸から折戸に変更された。

### 主要機器
運転士が乗務する乗務員室（運転室）は、貫通型と非貫通型では構造が異なっている。共通事項としては、運転に必要な機器類は運転席周りに集約し、主幹制御器を右手操作のワンハンドル式としたほか、カラー液晶モニタ表示器を設けた。また、乗務員が60秒間前灯・警笛・主幹制御器の操作を行わなかった場合に警報を発し、それでも操作がなかった場合に非常制動を動作させるEB装置を設置した。非貫通型の運転台は前面に大型ガラスを採用し、客室との仕切り窓も大型化することで客室内からの展望を考慮した。貫通型の運転台では、後述する「自動ほろ装置」の収納スペースの関係から2室に分割されている。
| 貫通型の運転台 |  | 「自動ほろ装置」により接続された中間の運転台 |
| 貫通型の運転台 |  | 「自動ほろ装置」により接続された中間の運転台 |

EXE車では分割・併合に対応する機器として「自動ほろ装置」を設置した。これは、分割・併合の操作を貫通幌の連結まで自動的に行うために開発・導入されたもので、2分以内に連結作業が終わるようにした。曲線上でも自動連結を可能とするため、偏位自動調整装置が装備されている。
| 客室 |  | 売店のショーケース |  | 売店のカウンター |
| 客室 |  | 売店のショーケース |  | 売店のカウンター |

主電動機については、出力195kWのかご形三相誘導電動機を採用し、各電動台車に2台ずつ装架した。東洋電機製造TDK-6335-A形と三菱電機MB-5065-A形を併用する。制御装置は主電動機を1個単位で制御する個別制御方式を採用したIGBT素子を用いたVVVFインバータ制御である。4両編成が1台の制御装置で6台の主電動機を制御する方式（1C1M6群）の東芝SVF024-A0形を8号車に搭載し、6両編成では1台の制御装置で4台の主電動機を制御する方式（1C1M4群）の東芝SVF024-B0形を2号車と5号車に搭載した。SE車からRSE車までの特急車両に引き続き東芝製の採用である。個別制御方式の採用により電動機1台をカットしても急勾配を走行できる性能を有した。このため、4両固定編成の電動車比率（MT比）は1.5M2.5T（主電動機は4両で6台）、6両固定編成の電動車比率は2M4T（主電動機は6両で8台）とした。4両固定編成と6両固定編成での電動車比率を可能な限り揃えるため、4両編成の9号車デハ30001を0.5M 0.5T仕様とし、新宿側の台車は付随台車としている。制動装置（ブレーキ）は電気指令式電磁直通制動で、基礎制動装置はシングル式踏面（片押し式）である。

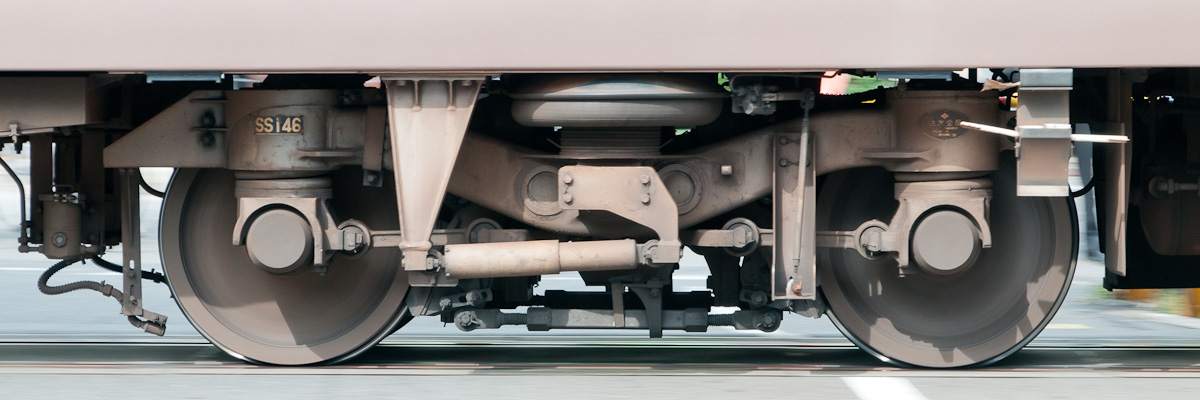
電動台車 (SS146)

台車は、電動台車が住友金属工業製SS146、付随台車が住友金属工業製SS046を採用した。いずれも2000形で採用されたモノリンク式軸箱支持形ボルスタレス台車を特急車両向けに改良したもので、ヨーダンパを装備する。
集電装置（パンタグラフ）はシングルアーム式、上昇検知装置を備える。東洋電機製造製のPT7113-A1を2号車・3号車・5号車・8号車・9号車に1台ずつ搭載する。シングルアーム式は小田急で初となる本格採用で、本系列のデビューに先立ち1995年度に1000形のサハ1851（1751×6）で冬季の性能試験を実施した。当初は剛体架線非対応であり舟体が異なっていたほか、主ばねの受金が細いことや避雷器の受金がない点（車体側に設置）などが後の形式と異なる。
冷房装置については、ヒーターを内蔵した集約分散式とし、11,500kcal/hの冷凍能力を有する三菱電機製CU-195F形を1両に3台搭載した。
補助電源装置は、出力140kVAのIGBT素子式静止形インバータ（IGBT-SIV、いずれも東芝製）を7号車と9号車に、出力200kVAのIGBT素子式静止形インバータを3号車と4号車に搭載した。電動空気圧縮機（CP）については交流スクロール式のRC1500形を1号車・6号車・7号車・10号車に搭載した。SE車からRSE車までの特急車両で採用されていた電子警報器（補助警報音を発する装置）に代えて、警笛に電子笛が採用され、八幡電気産業製のYA-95037型が搭載された。

## 沿革
1996年3月23日のダイヤ改正から運行を開始した。当初は10両編成が2編成で、本形式の特徴を生かした「はこね」と「えのしま」の分割・併合がある運用に投入された。また、検査時はHiSE車で代走する箱根特急「スーパーはこね」にも運用され、運用初日は箱根湯本駅で到着式も行なわれた。また、平日の夕方に新宿を発車する通勤向けの特急である「あしがら」（当時）にも投入され、LSE車と比較して130人以上の定員増加となったEXE車は、輸送力増強に貢献した。

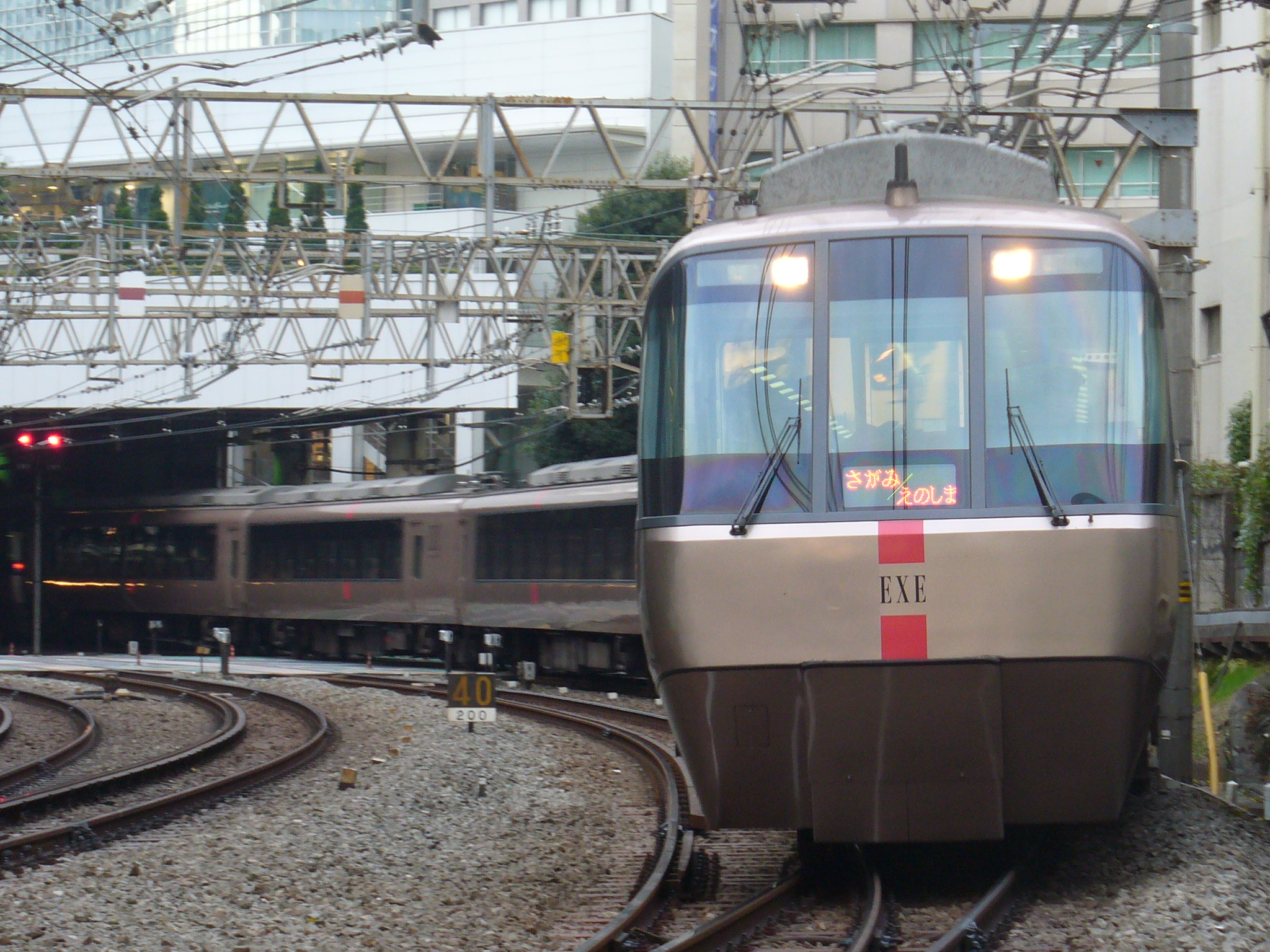
「さがみ」「えのしま」併結列車に運用されるEXE車

しかし、運行開始直後から鉄道ファンからは外装デザインに対して否定的な意見が多かった。運行開始翌年となる1997年ブルーリボン賞については候補車両にされたものの、この年のブルーリボン賞は「該当車なし」とされた。小田急電鉄OBの生方良雄は、「EXE車が1997年のブルーリボン賞を受賞できなかった大きな要因の一つが、その外装デザインによる」としている。また、運用上の問題として「途中駅利用に対応するための車両であるにもかかわらず、新宿から小田原まで無停車の『スーパーはこね』に運用するなど、製作趣旨の徹底が不十分であった」ともしている。
1999年までに4両固定編成・6両固定編成とも7編成が製造され、これによってNSE車は「ゆめ70」に改装された車両を除いて淘汰された。1999年に増備された編成では、座席の表地が4両固定編成・6両固定編成とも同じものとなり、その後他の車両も同一の表地に交換された。EXE車の投入と、途中駅を重視した特急施策によって、年間利用者数は1987年に1,100万人だったものが2003年には1,400万人に増加した。
EXE車は登場直後から小田急の広告ポスターなどでイメージリーダーとして起用されていたが、箱根特急の利用者数は1987年の550万人から、2003年には300万人程度に減少していた。箱根を訪れる観光客の減少も理由ではあったが、観光客全体の減少率が15%程度であるのに対し、箱根特急の利用者数は45%も減少していたのである。この要因を調べると、EXE車には「小田急ロマンスカーのイメージ」とされた展望席が存在しなかったために他の交通手段に転移したとみられた。2002年からはイメージリーダーとして起用される車両はHiSE車に変更された。
EXE車は登場以来、新宿駅へは臨時列車や突発的な運用変更がない限り10両編成で乗り入れていたが、2003年3月29日のダイヤ改正からは平日の「はこね」2往復が全区間6両編成で運行されることになった。6両編成で新宿駅に乗り入れる運用は初めてであったが、この運用は2004年12月11日のダイヤ改正で見られなくなった。その後の2009年3月14日のダイヤ改正で平日の「はこね」1往復が全区間6両編成で運行されることになったため、6両編成で新宿駅に乗り入れる運用が復活した。
2002年2月1日から3月31日まで、各編成の1号車でIPv6を用いた無線LANインターネット接続実験が行われ、2012年からはWiMAXをバックボーンとする「au Wi-Fi SPOT」と「Wi2 300」を民鉄の有料特急としては初めて導入した。登場してから10年余り経過した2007年には、日本デザイン振興会よりロングライフデザイン賞を受賞した。
2022年11月15日より、小田急線内におけるホームドア設置工事の進捗に伴い、全ての停車駅で4・7号車のドアが締切扱いとなった。
2024年9月9日、小田急は新型ロマンスカーの設計着手を発表し、後述のリニューアルを行っていないEXE車を置き換える予定であることを公表した。新型車両の運行開始は2029年3月ごろを予定している。

## 編成表
凡例Tc…制御車、M…電動車、CON…制御装置、SIV…補助電源装置、CP…電動空気圧縮機、PT…集電装置
乗 …乗務員室、車…車椅子対応座席、売…売店、自…自動販売機、電…公衆電話、WC…トイレ・化粧室、VWC…車椅子対応トイレ・化粧室、AED…自動体外式除細動器
|          | ← 箱根湯本・小田原新宿 → |               |               |               |               |               |
| 号車     | 1                        | 2             | 3             | 4             | 5             | 6             |
| 形式     | クハ30050                | デハ30000     | サハ30050     | サハ30050     | デハ30000     | クハ30050     |
| 区分     | 30550 (Tc2)              | 30500 (M2)    | 30450 (T2)    | 30350 (T1)    | 30200 (M1')   | 30250 (Tc1')  |
| 車両番号 | 30551 ∥ 30557            | 30501 ∥ 30507 | 30451 ∥ 30457 | 30351 ∥ 30357 | 30201 ∥ 30207 | 30251 ∥ 30257 |
| 搭載機器 | CP                       | CON,PT        | SIV,PT        | SIV           | CON,PT        | CP            |
| 自重     | 33.8t                    | 41.8t         | 36.9t         | 35.8t         | 41.8t         | 34.7t         |
| 車内設備 | 乗                       | WC            | 売、自、電    | 電            | 車、VWC       | 乗、AED       |
| 定員     | 56                       | 60            | 56            | 68            | 58            | 60            |

|          | ← 小田原・藤沢新宿・片瀬江ノ島 → |               |               |               |
| 号車     | 7                                | 8             | 9             | 10            |
| 形式     | クハ30050                        | デハ30000     | デハ30000     | クハ30050     |
| 区分     | 30150 (Tc2')                     | 30100 (M2')   | 30000 (M1)    | 30050 (Tc1)   |
| 車両番号 | 30151 ∥ 30157                    | 30101 ∥ 30107 | 30001 ∥ 30007 | 30051 ∥ 30057 |
| 搭載機器 | SIV,CP                           | CON,PT        | SIV,PT        | CP            |
| 自重     | 36.3t                            | 42.7t         | 39.1t         | 33.8t         |
| 車内設備 | 乗、AED                          | 車、WC        | 売、自、電    | 乗            |
| 定員     | 60                               | 58            | 56            | 56            |

## リニューアル
2017年（平成29年）より順次、外観・内装のリニューアルを開始し、リニューアルされた編成は「EXEα（エクセアルファ）」に愛称を変更。リニューアル第1編成は2017年3月1日に営業運転を開始した。デザイン設計は岡部憲明アーキテクチャーネットワークが担当している。
変更（更新）内容は以下の通りとなっている（下部ギャラリーも参照）。
- 車体外板のカラーをシャープで明快なムーンライトシルバー■とディープグレイメタリック■の2色とし、ロマンスカーの伝統色であるバーミリオンオレンジ■のラインを窓下に配置したものに変更、愛称名のロゴマークも一新したものに変更。
- 側面行先表示器をフルカラーLEDのものに更新。表示内容もMSEと同等のもの（列車名・行先の交互表示）に変更している。前面の列車愛称表示器は撤去された。
- 車内の案内表示器を3色LEDからフルカラーLEDのものに更新（表示内容は従前通り）。
- 急行灯の撤去。
- 3号車の付随車であるサハ30450を電動車化してデハ30400に変更、それに伴い台車を付随台車のSS046形から電動台車のSS146A形に変更され車種もT2からM2'Nに変更。
- 9号車のデハ30000を0.5M・0.5T仕様から1M仕様に変更、それに伴い新宿方の付随台車のSS046形を電動台車のSS146A形に変更。
- 制御装置を1000形リニューアル車で採用されたフルSiC-MOSFET素子によるVVVFインバータ制御装置に変更、約40％の電力削減が図られている。
- 主電動機を全密閉式の三相かご形誘導電動機に変更、低騒音化が図られている。
- 車内を気品と落ち着きのある室内区間とするため、内装は天井面は明るい仕上げ材に変更すると共に、側面の壁面を木質系の仕上げ材に変更。
- 腰掛は表地がホワイトとブルーの2色を配置したものに変更され、収納式のテーブルと肘掛けを一新。
- 5・8号車の客室に車椅子の設置スペースを設置、ここのスペースは座席が1人掛けとなっている。
- 天井の照明は直接照明と間接照明の組み合わせに変更。
- 3号車と9号車に設けられた売店を大形の荷物スペース・多目的室・車販準備室に変更。
- 客室と出入口部に防犯カメラを設置。防犯カメラの映像はリアルタイムで乗務員室の助士席側に設置されたモニター装置で確認できる。
- 点字案内・ドアチャイム・ドアランプの新設。
- 主幹制御器（ワンハンドルマスコン）を右手操作式から左手操作式に変更。
- 洗面所は仕様を一新したものに変更。
- トイレを従来の和式タイプから、車椅子利用が可能な洋式タイプである「ゆったりトイレ」または洋式タイプに変更、2号車には洋式タイプの共用トイレと女性専用トイレが設けられている。なお、洋式トイレの便座は温水洗浄機能付きである。
- 車体、車内の編成番号の表記を変更。リニューアル前は編成番号が表記されたプレートをデッキの化粧板に金具で固定、車体は金属で作成された編成番号を車体に固定していたが、リニューアル後はデッキの化粧板に直接印刷する方法に変更、車体についても同様の変更がなされた。この項では更新前と更新後の編成番号表記の違いを写真を用いて説明する。
- 駆動方式をTD継手式平行カルダン駆動からWN駆動に変更。

これらの変更により、座席数は6両固定編成で計6席・4両固定編成で計4席減少した。
リニューアル第2編成以降は、電動車に滑走防止装置(ABS)の設置と全座席窓側にAC100Vのコンセントが設置された。
2023年2月27日時点で、6両固定編成5本、4両固定編成5本がリニューアル済みである。　

### リニューアル後の編成表
|          | ← 箱根湯本・小田原新宿 → |            |              |            |             |              |
| 号車     | 1                        | 2          | 3            | 4          | 5           | 6            |
| 形式     | クハ30050                | デハ30000  | デハ30400    | サハ30050  | デハ30000   | クハ30050    |
| 区分     | 30550 (Tc2)              | 30500 (M2) | 30400 (M2'N) | 30350 (T1) | 30200 (M1') | 30250 (Tc1') |
| 機器変更 | -                        | -          | 電動車化     | -          | -           | -            |

|          | ← 小田原・藤沢新宿・片瀬江ノ島 → |             |               |             |
| 号車     | 7                                | 8           | 9             | 10          |
| 形式     | クハ30050                        | デハ30000   | デハ30000     | クハ30050   |
| 区分     | 30150 (Tc2')                     | 30100 (M2') | 30000 (M1)    | 30050 (Tc1) |
| 機器変更 | -                                | -           | 0.5Mから 1M化 | -           |

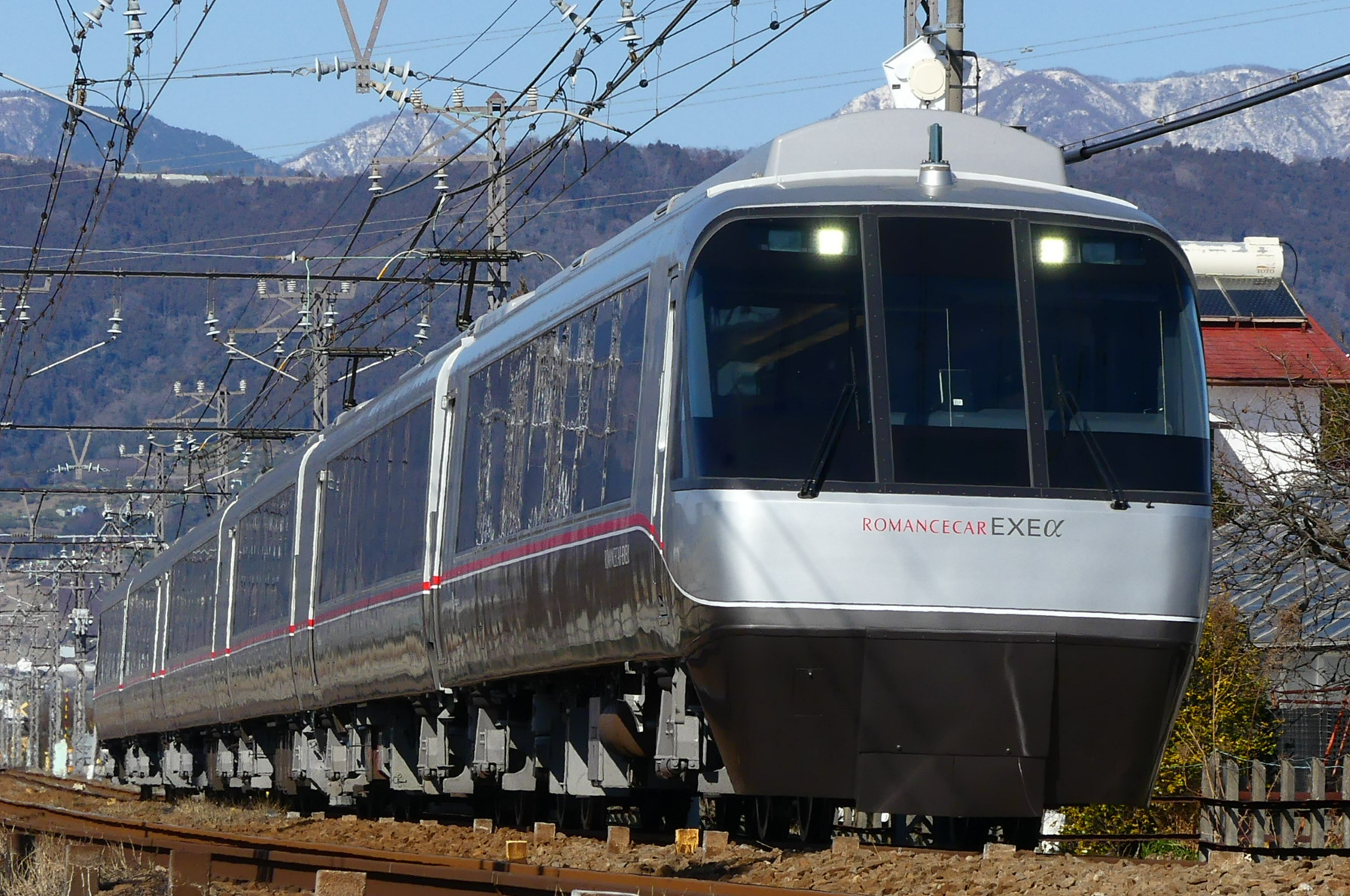
EXEα
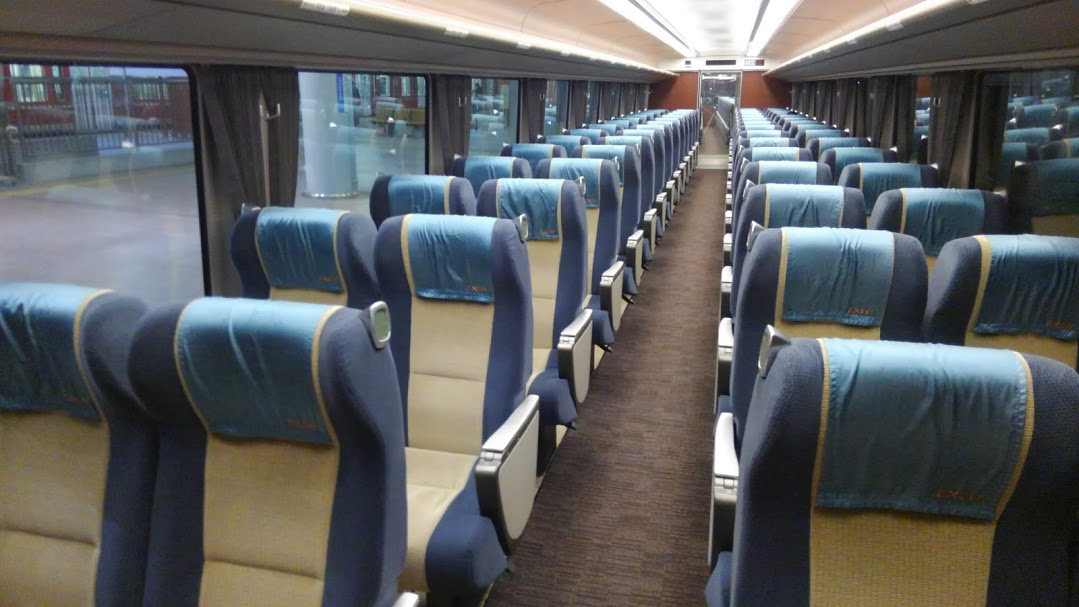
EXEαの車内
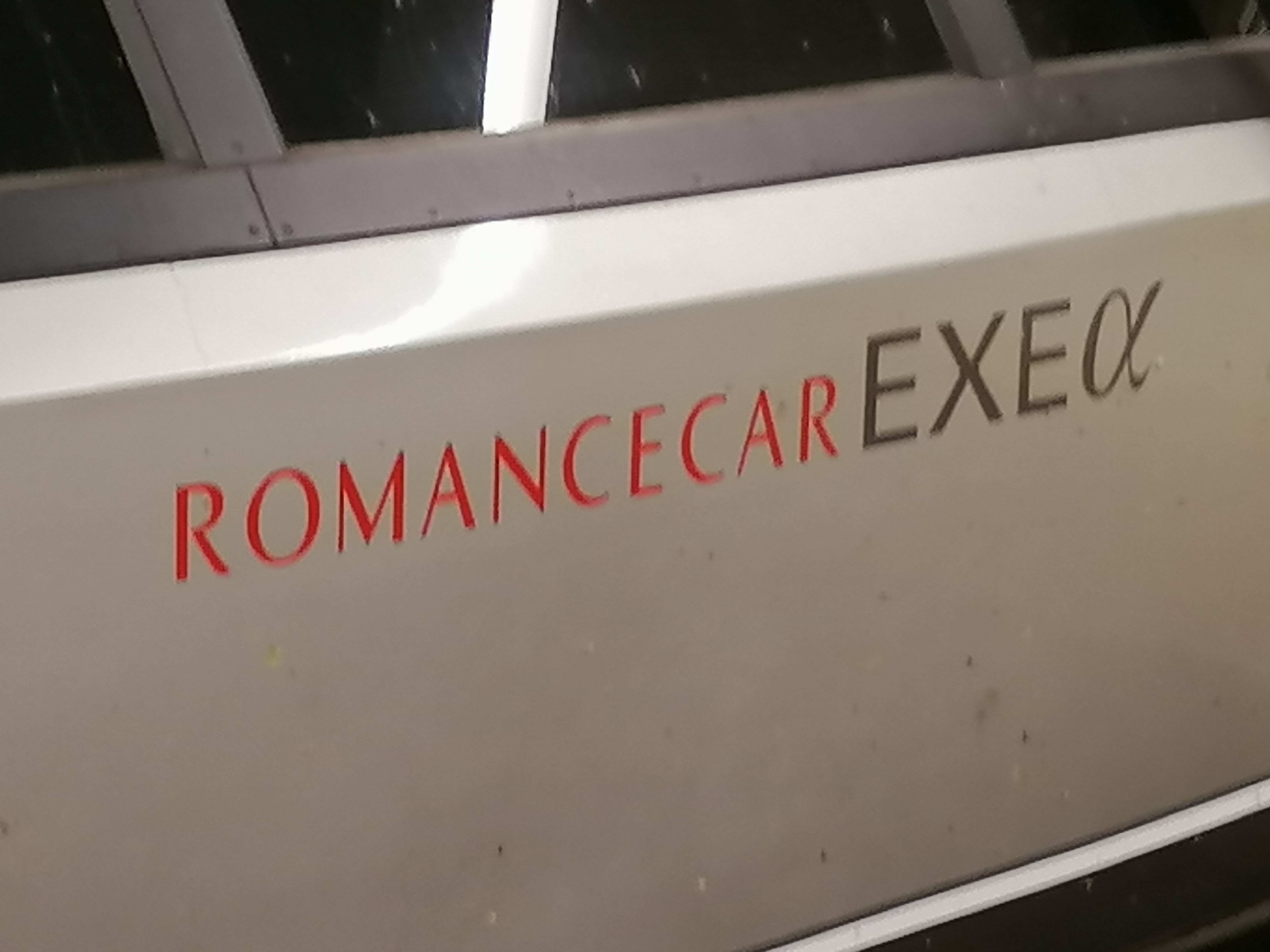
EXEαの前頭面ロゴ。MSEと同様の表記に変更された。
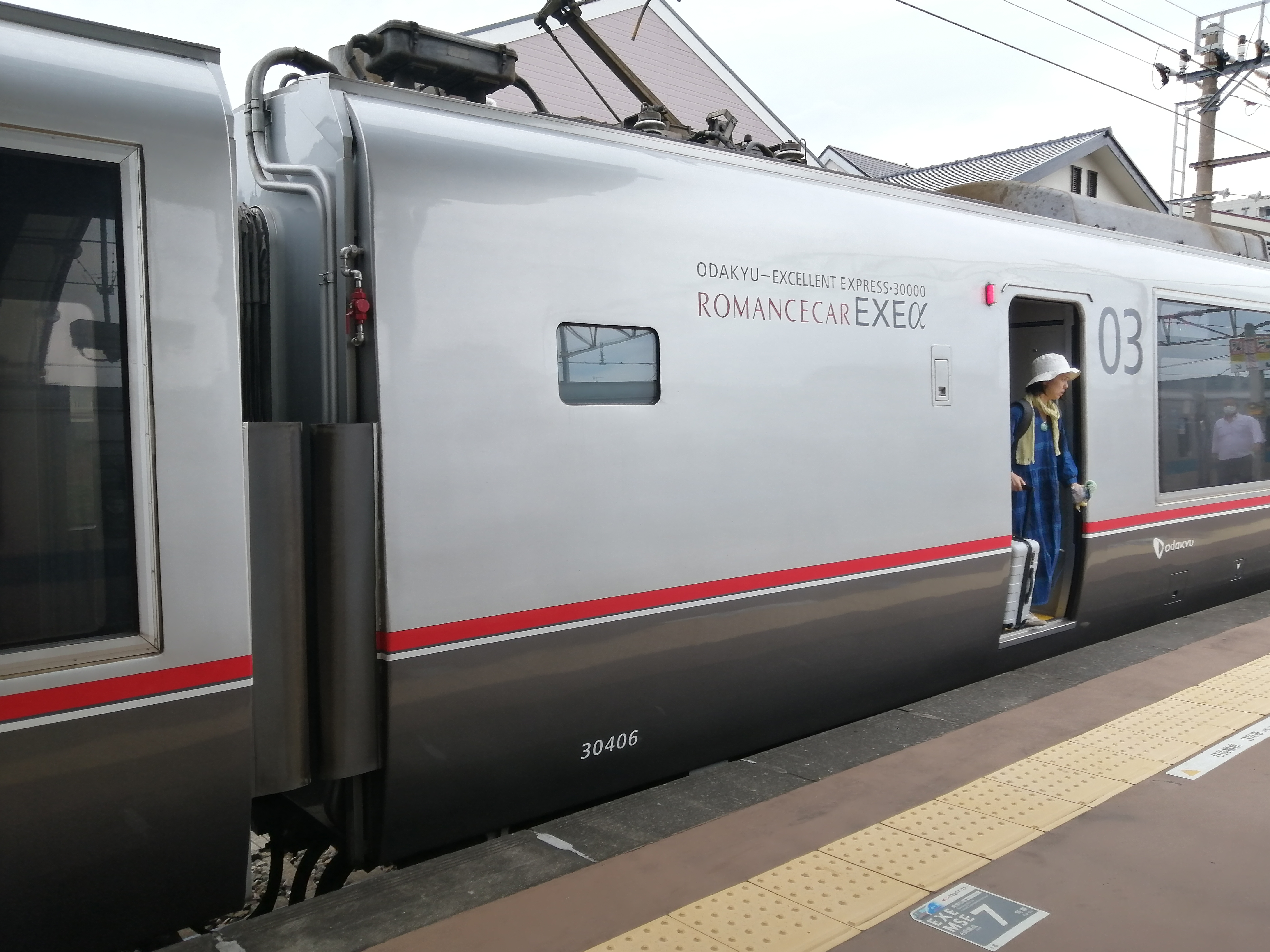
EXEαの車体側面ロゴ。こちらもMSEと同様の表記に変更。
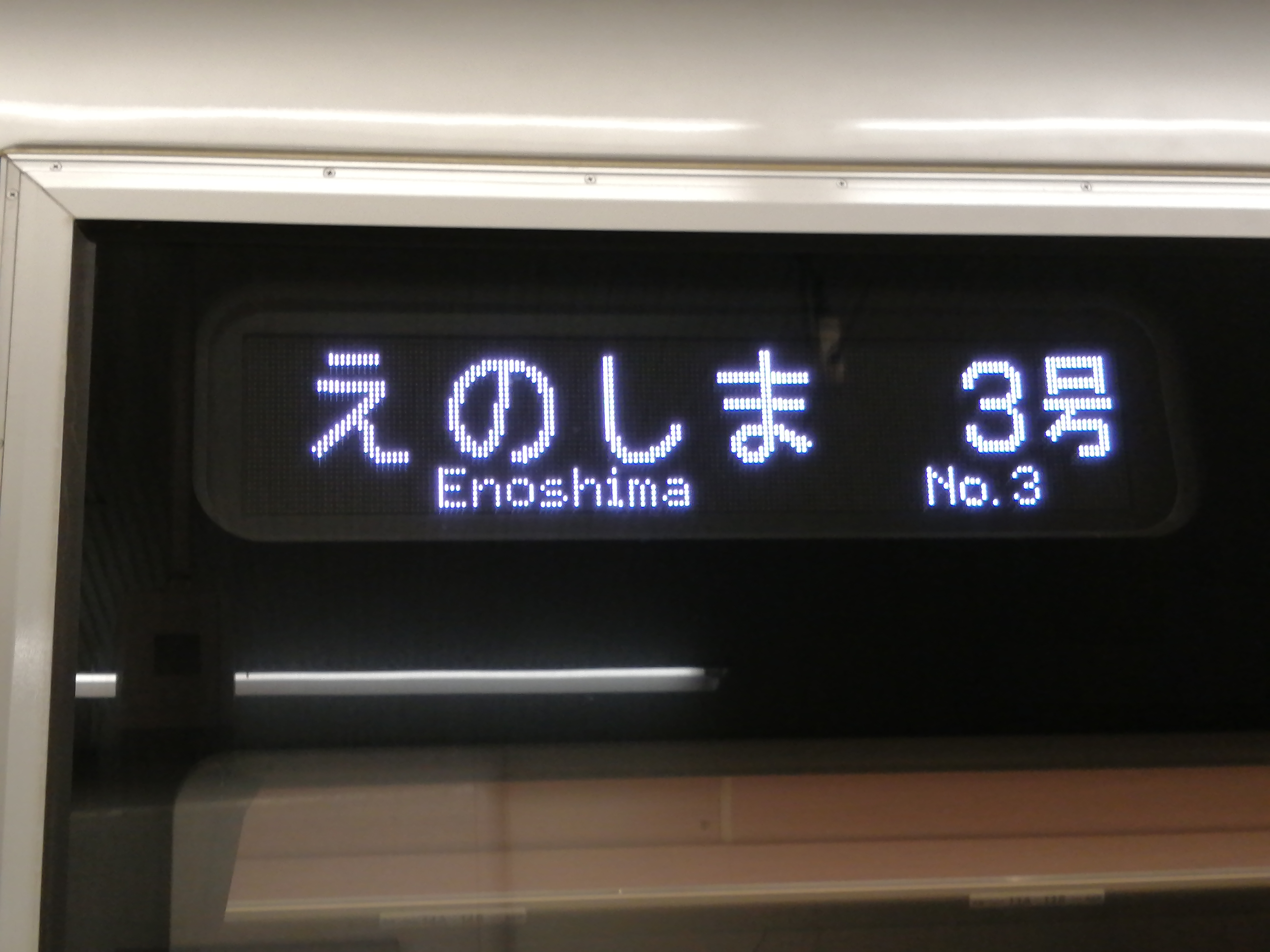
フルカラーLEDに変更後。写真はえのしま運用時。
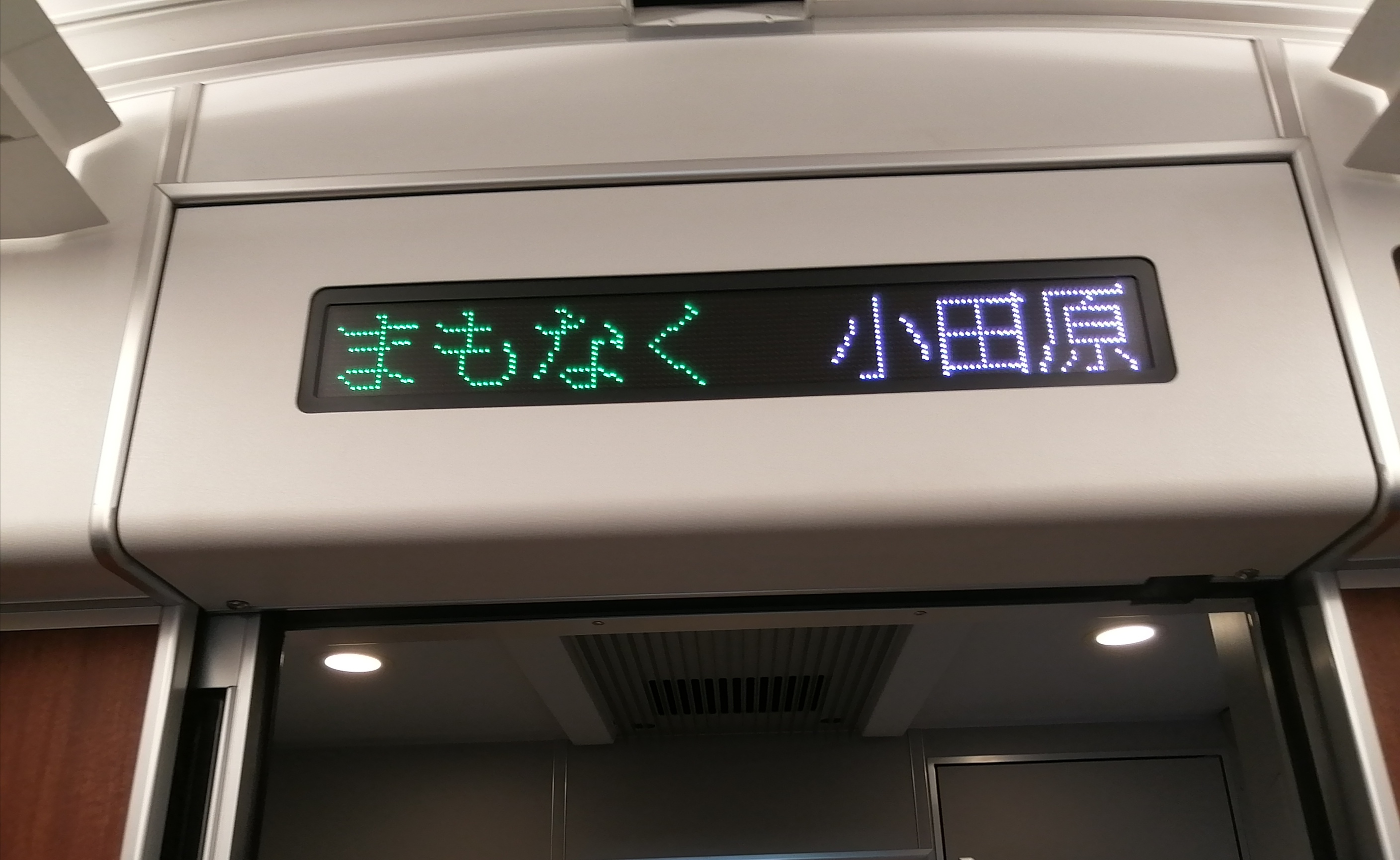
リニューアルでフルカラーLEDに変更された車内案内表示器。写真は小田原到着時。